# Andrew Victor Schally
Andrew Victor Schally (anglès: Andrew Schally)  (Vílnius, 30 de novembre de 1926 - Miami Beach, 17 d'octubre de 2024) va ser un metge estatunidenc d'origen polonès, guardonat amb el Premi Nobel de Medicina o Fisiologia l'any 1977, compartint-lo amb Roger Guillemin i Rosalyn Sussman Yalow.

## Biografia
Va néixer el 30 de novembre de 1926 a la ciutat de Vílnius, en aquells moments situada a Polònia però que avui dia és la capital de Lituània, en una família d'arrels jueves. Era fill del brigadier Kazimierz Schally qui era cap de gabinet del President de Polònia Ignacy Mościcki i la seva mare es deia Maria Łącka, de la noblesa polonesa.
Amb l'ocupació nazi de Polònia emigrà al Regne Unit, on estudià química a la Universitat d'Edimburg i Londres, on es graduà el 1949. Treballant a l'Institut Nacional de Recerca Mèdica de Londres s'interessà per la medicina, i rebé influències de Rodney R. Porter, Archer John Porter Martin i John Warcup Cornforth, entre d'altres. El 1952 es traslladà al Canadà per treballar a la Universitat McGill de Mont-real, on conegué Roger Guillemin i es doctorà l'any 1957 en endocrinologia. Aquell mateix abandonà Canadà per traslladar-se als Estats Units d'Amèrica, on inicià la seva recerca a la Universitat Tulane i es nacionalitzà estatunidenc el 1962.

### Recerca científica
Al costat de Roger Guillemin desenvolupà nous mètodes d'investigació referents al control del cervell sobre la química del cos humà, realitzant estudis sobre la hipòfisi i l'hipotàlem, aconseguint descriure l'existència de determinades hormones que interaccionen entre aquests dos òrgans. Van aconseguir determinar l'hormona alliberadora de la tirotropina (TRH), de l'hormona alliberadora de la gonadotropina (GnRH) i van aïllar la somatostatina i l'endorfina.
L'any 1977 ambdós científics foren guardonats amb la meitat del Premi Nobel de Medicina o Fisiologia «pels seus estudis sobre les hormones proteiques produïdes al cervell», premi que compartiren amb Rosalyn Yalow pels seus estudis sobre les hormones proteiques usant el radioimmunoassaig.